# Чилика
Чилика (Чилка) — солёное озеро в Индии, штат Орисса.
Озеро Чилка расположено к югу от устья реки Мантеи и является самой большой лагуной Индии. Своим появлением озеро обязано заилению реки Мантеи, которая впадает в северную часть озера и ещё севернее несет свои воды в Бенгальский залив, образуя отмель вдоль восточного побережья и создавая мелководную лагуну.
Площадь озера варьируется от 1165 км² в сезон дождей до 906 км² в засуху. На озере располагаются несколько маленьких островов. Наибольшие из них, такие как Парикуд, Фулбари, Берахпура, Нуапара, Налбана и Тампара отделены мелководными каналами. Эти острова вместе с полуостровом Малуд составляют часть района города Пури, называемую Крушнапрасад. Идеальная экология и удивительная флора и фауна Крушнапрасада привлекают туристов со всего света. Северное побережье озера является частью района Хордха, а западный берег — часть района Ганджам.
Озеро Чилка — место обитания как для перелётных, так и для постоянно обитающих там водоплавающих птиц, в частности фламинго. Перелётные птицы прилетают в октябре из таких далей, как Сибирь, Иран, Ирак, Афганистан, Гималаи и зимуют на озере до марта.
Часть озера взята под охрану Птичьим заповедником озера Чилка (англ. Chilka Lake Bird Sanctuary), который заботится более чем о 150 видах перелетных и местных птиц.
Также, лагуна — дом для разнообразной водной живности. В водах Чилики живут 225 видов рыб, и Иравадийский дельфин (Orcaella brevirostris).

## Рамсарская конвенция
Рамсарской конвенцией озеро Чилка признано международно-важным водно-болотным угодьем.
Рамсарская конвенция основывалась тем, что
- Больше миллиона мигрирующих водных и прибрежных птиц зимуют на островах
- Здесь проживают более чем 400 видов позвоночных животных
- Лагуна заботится об уникальных представителях, живущих в морской и пресной воде
- Несколько редких и вымирающих видов сохранились только в этом регионе
- Лагуна делает бесценный вклад для сохранения экологического разнообразия
- На побережье растут бурьян, шиповник и водные растения

## Экологическая ситуация
Основой причиной для текущих изменений экологии озера послужила новая плотина, которая отделяет озеро от океана. Эта очень спорная модификация была одобрена правительством в 2001 году, в основном для развития туризма. Аборигены озера Чилка, в первую очередь живущие за счёт рыболовства, столкнулись с недоеданием и голоданием. Иравадийские дельфины страдают от попаданий в рыбацкие сети.